# キスト
キスト (ドイツ語: Kist) はドイツ連邦共和国バイエルン州ウンターフランケン地方のヴュルツブルク郡の町村（以下、本項では便宜上「町」と記述する）で、キスト行政共同体の本部所在地である。

## 地理
キストはヴュルツブルク地方に位置する。

### 自治体の構成
この町は、公式には2つの地区 (Ort) からなる。このうち小集落や孤立農場などを除く集落は、首邑のキストのみである。

## 歴史
この町は779年に "Chistesbrunno" という名で初めて記録されている。
ヴュルツブルク司教領の一部として1803年にまずバイエルン大公領となった。その後プレスブルクの和約（1805年）に基づいてトスカーナ大公フリードリヒ3世が創設したヴュルツブルク大公国に移されたが、1814年に最終的にバイエルン王国領となった。

### 人口推移
- 1970年 1,890人
- 1987年 2,293人
- 2000年 2,474人

### 宗教
キストは主にカトリックの町である。最初に独立した司祭区が創られた後、一旦クラインリンダーフェルト司祭区の支部教区となったが、第二次世界大戦終戦前に再び独立した司祭区となった。
この他にプロテスタントのアイジンゲン＝キスト＝ヴァルトブルン教会組織がある。

## 行政
首長はフォルカー・ファウルハーバー (SPD) である。彼は2002年にヴァルター・エールラインの後任として町長に就任した。

## 文化と見所

### 見所

#### 聖バルトロマイ教区教会
現存する教区教会は19世紀の終わりにネオロマネスク様式で建設され、1872年7月14日に完成した。
この教会の見所は、中央に教会の守護聖人の聖バルトロマイ、左に聖キリアン、右に聖マルガレーテを祀った主祭壇である。聖バルトロマイの頭上には聖霊がハトの姿で表現されている。ここには以前、父なる神と聖霊を描いた油絵があった。いわゆる民衆祭壇と主祭壇の間にはいわゆる『永遠の光』が浮かんでいる。これはオーストリア・バロックの作品である。
2つの脇祭壇は、左が冠を被った聖母マリアと幼児イエス、右がやはり幼児イエスと聖ヨーゼフを描いている。
さらに側柱沿いに6人の聖人像が並んでいる。聖アンナ、聖リオバ、聖アグネス、聖ヨアキム、聖アントニウス、聖セバスティアヌス (?) である。
告悔室上部には「ペトロの後悔」の絵が掲げられている。この絵はオズヴァルト・オンゲールスの工房で製作された。2階席への入り口下部の小さな窪みにはゴシック時代のオリジナルを写したピエタ像がある。天井画には地球の上にある救世主イエスが描かれている。
教会堂の左側にあった説教壇は第2回バチカン公会議の典礼規定に基づき撤去された。唯一の遺構は、説教壇の天井に取り付けられていた聖霊のハトで現在は主祭壇に取り付けられている（上述）。
教区教会の鐘は、全部で4つの鐘で構成されている。一番大きな聖三位一体に捧げられた鐘は、20世紀中頃に戦争のために鋳つぶされた古い鐘に替わって2000年に鋳造された。ヴュルツブルク郡の最高地点である教会塔の先端から『天国の合図』が鳴り響く。この教会は夜にライトアップされる。
先代の建物 
 最初の教会は9世紀にはすでに存在しており、聖キリアン、コロナート、トトナンに捧げられていた。2代目の教会はおそらく1344年頃にはすでにあり、聖マルガレーテに献堂されていた。この教会は老朽化により、やはり聖マルガレーテに捧げられた3代目の教会に建て替えられた。この教会は当時のヴュルツブルクの司教領主ユリウス・エヒター・フォン・メスペルブルンによって建設され、1598年に完成した。このルネサンス建築を偲ばせるものは、現在の教会の入り口横に建てられている司教領主の献辞と1598年の年号が刻まれた記念碑だけである。

#### ゲストハウス『グリューナー・バウム』
印象的なフランケン風の木組み建築のこのゲストハウスは、キストで最も古い建物である。外壁に固定されたキリスト十字架像には1706年の年号があるが、建物本体はおそらくもっと以前からあったものと推測される。昔は村の十分の一税倉庫に利用されていた保存状態の良い倉庫がこの建築群に含まれる。このゲストハウス前の広場には、聖アンナと幼少期の聖母マリアを主題としたバロック様式の木彫『アンナ・ホイシェン』が設置されている。

#### 旧学校
墓地の向かいに、1869年建造の旧学校がある。現在は、1階は町立図書館、残りは住居として利用されている。

#### 林務官官舎
町から約5kmほど離れた場所に旧イルテンベルク林務官官舎がある。この建物は18世紀に建設された。

#### キリスト十字架像
教区教会の外に18世紀に創られたキリスト十字架像がある。この像は元々町外れの、現在はアイジンゲンに含まれるエアバッハスホーフ集落付近にあったものである。後にこの像の上部がキスト墓地の墓石として転用されたのだが、さらに後になって新たなトルソーと合わせて修復され、町の中心部に設置されたものである。別の18世紀作のキリスト十字架像が、ウエガースホイザー通りにある。ハウプト通りに面したゲストハウス「ツム・キルシェン」の外壁に塗り込められた小さなピエタ像と雄牛の頭部（肉屋の徴である）は18世紀のものであることが分かっている。20世紀後半に造られた新しい村の泉沿いには現代のキリスト十字架像がある。ここはバロック時代のキリスト十字架像があった場所であった。アルタートハイマー通りには石灰石で創られた現代のキリスト十字架像がある。

#### 戦争記念碑
新旧のオスカー・ポップ・シューレの間に、第一次世界大戦での戦没者の栄誉を讃える記念碑が1936年に建立された。この記念碑の中央には亡くなった戦友を護る等身大以上の大きさの兵士像があり、その左右の半円形の記念板には亡くなったキストの兵士の名前が刻まれている。第二次世界大戦後には、さらに円形の記念板が追加された。

#### 水道塔
第二の象徴的建造物は、1960年代に造られ、町の家々の屋根の上に突き出した水道塔である。

## 経済と社会資本

### 交通
キストは、連邦アウトバーンA3号線のインターチェンジ（インターチェンジ 69 ヴュルツブルク/キスト）に直接面しており、A81号線のインターチェンジ（インターチェンジ 2 ゲルヒスハイム）までも数kmの距離にある。

### 教育
- 国民学校
- 町立図書館

## 引用
1. ↑  https://www.statistikdaten.bayern.de/genesis/online?operation=result&code=12411-003r&leerzeilen=false&language=de Genesis-Online-Datenbank des Bayerischen Landesamtes für Statistik Tabelle 12411-003r Fortschreibung des Bevölkerungsstandes: Gemeinden, Stichtag (Einwohnerzahlen auf Grundlage des Zensus 2011)
2. ↑  Bayerische Landesbibliothek Online